# Знак Президента України

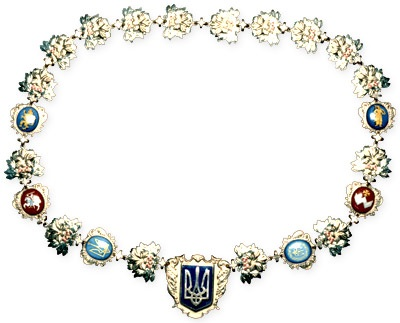
Знак Президента України

Знак Президента України має форму орденського ланцюга, який складається з медальйона-підвіски, 6 фініфтевих медальйонів і 12 декоративних ланок. Знак Президента України виготовлений з білого і жовтого золота 585 проби, всі його елементи з'єднані між собою фігурними кільцями. Президентський знак важить майже 400 грамів.
Нагрудний знак Президента не вважається обов'язковим атрибутом, але глави більшості європейських держав його мають: наприклад, президентські колари присутні серед символів влади Польщі, Чехії, Болгарії, Росії, Молдови й інших. У деяких країнах для кожного нового глави держави виготовляють свій колар, а попередній передається в експозиції національних музеїв.
Сім медальйонів нагрудного знаку Президента розписані вручну. На них в мініатюрі зображені золотий княжий тризуб, тризуб Володимира-хрестителя, золотий галицький Лев (герб Галицько-Волинського князівства), знак «Погоні» (герб Великого князівства Литовського, до складу якого входили українські землі), знак «Козак з мушкетом» (символ Гетьманщини, Української козацької держави), герб «Абданк-Сирокомля» (родовий герб Богдана (Зиновія) Хмельницького, під владою якого в XVII столітті Україна об'єдналася в могутню козацьку державу) і герб Української Народної Республіки як першої спроби утворення незалежної України в XX столітті.
Розписні медальйони чергуються з ювелірними: над лавровими вінками з білого золота вкладено калинове листя з жовтого золота, по якому «розсипані» 96 півтораміліметрових гранати, що нагадують ягідки калини. Кожний медальйон випробуваний Пробірною палатою.
Застібка на коларі не передбачена для уникнення випадкового розстібання.
І печатка, і колар зберігаються в шкіряних футлярах з оксамитовим ложементом і відтисненим зображенням Малого герба України.

## Знак Президента УНР в екзилі

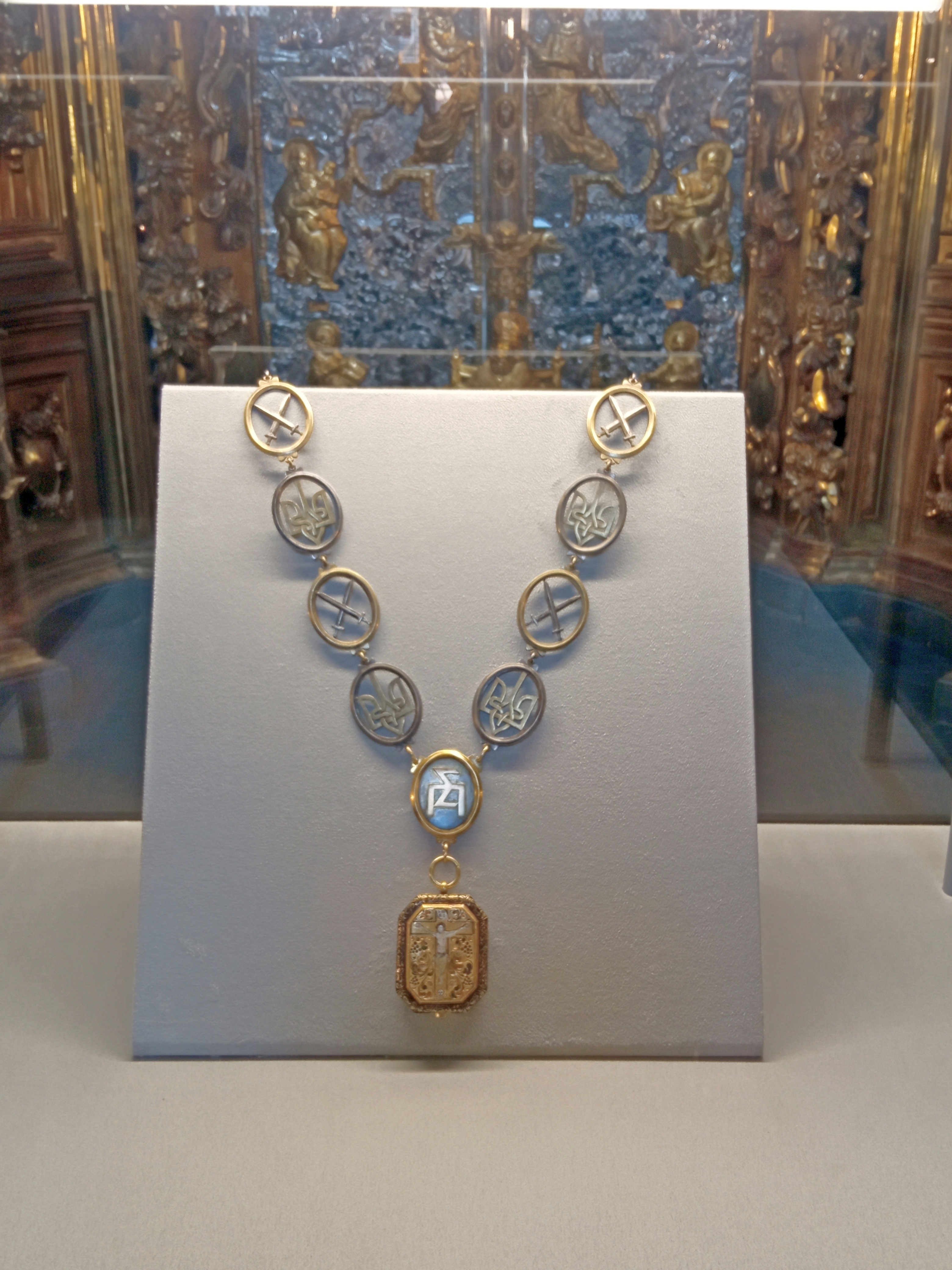
Знак гідності Голови Української Держави

Ажурний ланцюг з історичною реліквією — ладанкою, яка, за переказами, належала українському гетьману Іванові Мазепі, — був серед атрибутів президента УНР в екзилі.